# جذور (مسلسل)
جذور هو مسلسل لبناني مصري مشترك بدأ عرضه في سنة 2013 . بلغ عدد حلقاته 60 حلقة، وتبلغ مدة الحلقة الواحدة 46 دقيقة. وهو من إخراج أياد الخزوز وفيليب أسمر وكتابة كلوديا مرشليان ، يضم المسلسل عددا من الممثلين منهم يوسف الخال وباميلا الكيك ومحمود قابيل وأحمد هارون ورفيق علي أحمد وتقلا شمعون ورولا حمادة ومجدي مشموشي.

## القصة
يعيش فؤاد (رجل الأعمال اللبناني) حياة سعيدة وهانئة مع عائلته التي تتألف من : رجاء زوجته وأولاده: مالك ابن رجاء الذي تيتّم يوم كان في الثالثة من عمره وكبر في كنف فؤاد المحبّ والذي عرف كيف يكون الأب الثاني له. أنور (26 سنة) ونورا (21 سنة)
كان يمكن لفؤاد أن يكون اسعد إنسان في الوجود لولا المرض الذي يلازمه منذ زمن وهو الضعف الكبير في عضلة القلب ... يملك فؤاد سلسلة من الفنادق الفخمة في لبنان وأوروبا والقاهرة ويعشق الحياة ويتأسف دائما على أنه سيموت قبل أن يفرح بأولاده ويرى أحفاده الذين سيولدون يتعرّض فؤاد لأزمة قلبية كبيرة وخطيرة تجعله يصل إلى المستشفى شبه جثة هامدة ... فيطلب من رجاء زوجته رؤية ابنته حالا ... ابنته الثانية البعيدة .. التي تعيش في فرنسا ... والتي تدعى كارلا ...
كارلا هي ثمرة حب عاصف قد عاشه فؤاد في يوم من الأيام يوم كان في فندق فخم في باريس والتقى ديانا فتاة لبنانية قد هربت من لبنان ومن الحرب لتعيش هناك في باريس لسنوات طويلة ... اضطرت رجاء أن تخبر أولادها الثلاثة بوجود كارلا، الأخت التي لم تكن في الحسبان . وصلت كارلا إلى المطار وكانت المفاجأة الكبرى : أنها تصل مع والدتها ديانا وطفل في شهره العاشر صدمة وقعت على رأس رجاء كالصاعقة وصدمة إيجابية وقعت على رأس فؤاد كالهدية السماوية : حفيد ... حفيد قد بعثه الله لكي ينعش قلب الجد في آخر أيامه . حب ينشأ بين كارلا ومالك ... حب تقف في وجهه كل صعوبات الدنيا . ومفاجأة كبرى تصيب العائلة : شاب مصري كان مع شقيقه في لبنان وتعرض لحادث سير ووهب قلبه لفؤاد ... علاقة إنسانية مميزة طبعا تنشأ بين الرجلين وبين العائلتين وتعارف يتمّ بين شريف وكارلا التي تعرف من شريف انه يزور باريس شهريا بدواعي العمل فيتبادلان العناوين هناك ويعود شريف إلى القاهرة مع والده . مواقف كثيرة تصادمية وإنسانية وعاطفية ستواجه كل شخصياتنا .. كما أن أسئلة كثيرة سوف تطرح نفسها وقد لا تجد جوابا واحدا يريح النفوس والأعصاب مواجهات عديدة ... صراعات ثقافات وتضارب في الأفكار والمعتقدات ... مشادات عائلية ... مواقف حامية ... صراع على الميراث ... صراع مع الموت والمرض ... علاقة جد بحفيد لم يكن في الحسبان ... مواقف قد تحوّل الحياة إلى مغامرة شرسة يعيشها كمية من البشر ضمن عائلة واحدة تجمعها أشياء كثيرة ... وتفرّقها الكثير من التفاصيل الخطيرة

## الممثلون
- يوسف الخال بدور مالك.
- باميلا الكيك بدور كارلا
- تقلا شمعون بدور رجاء
- رفيق علي أحمد بدور فؤاد.
- محمود قابيل بدور كامل.
- أحمد هارون بدور شريف.
- دينا فؤاد بدور ميرفت.
- رولا بدور ديانا.
- ميرهان حسين.
- جو طراد بدور رواد